# Ricardo Lagos Weber
Ricardo Lagos Weber, né le 21 février 1962 à Chapel Hill, en Caroline du Nord, est un homme politique chilien. Il est le fils de l'ancien président chilien Ricardo Lagos. Secrétaire général du gouvernement de Michelle Bachelet du 11 mars 2006 au 6 décembre 2007, il appartient au parti fondé par son père, le Parti pour la démocratie. Il est élu sénateur en décembre 2009.